# GeekCode
GeekCode или „код залуђеника“, иако изгледа као низ насумично откуцаних интерпункцијских знакова, је у ствари врста личне карте „залуђеника“ (техничких или рачунарских), која описује особине и склоности власника.